# Битва при Альбере (1914)
Битва при Альбере (25 — 29 сентября 1914 года) — сражение между французскими и немецкими войсками во время Первой мировой войны, часть т. н. «Бега к морю».
Французская 10-я армия с середины сентября концентрировалась у Амьена, и с 25 сентября начала продвижение на восток. После того, как попытка удлинить линию фронта на север провалилась, Де Кастельно по приказу Жоффра организовал фронтальную атаку германских позиций возле Альбера. Германская 6-я армия немедленно контратаковала, 26 сентября достигла Бапома, а 27 сентября — Тьепваля. Ни одна из сторон не смогла достигнуть значительных результатов, и 29 сентября район боевых действий сместился к северу.

## Приготовления сторон

### Немецкие приготовления
Генерал Эрих фон Фалькенхайн сменил генерал-полковника Гельмута фон Мольтке Младшего на посту начальника германского генерального штаба 14 сентября, когда немецкий фронт во Франции консолидировался в Лотарингии и на Эне. Открытый западный фланг за пределами 1-й армии и опасность нападения со стороны Национального редута Бельгии, где 20 августа началась осада Антверпена, создали дилемму. Позиции Германии во Франции необходимо было сохранить, когда только наступательные действия могли привести к решающей победе. Призывы к усилению Восточного фронта нельзя было игнорировать, и Фалькенхайн отменил план прорыва 6-й армии под Верденом. Армия была направлена на правый фланг немецких армий, где фланг 1-й армии находился в Компьене, за которым не было немецких войск до Антверпена. Фалькенхайн мог усилить 1-ю армию 6-й армией, отправить её в Антверпен или разделить армию, усилив 1-ю армию и осаду Антверпена частью армии, в то время как остальные действовали в районе между ними. Фалькенхайн решил перебросить 6-ю армию в Мобёж и обойти франко-британский левый фланг, отводя 1-ю, 7-ю и 2-ю армии в Ла-Фер, Лаон и Реймс, в то время как 6-я армия перебрасывалась. 3-я, 4-я и 5-я армии должны были обороняться, если французы сначала атакуют, а затем атаковать на юго-запад, начиная с 18 сентября.
Генерал Карл фон Бюлов, командующий 2-й армией и полковник Герхард Таппен из Оперативного отдела Oberste Heeresleitung (OHL, Верховное командование армии) возражали, потому что время, необходимое для переброски 6-й армии, уступило бы инициативу французам. Бюлов и Таппен рекомендовали 1-ю и 7-ю армии с подкреплениями восточных армий для наступления от Реймса до Фисмеса и Суассона, поскольку французы могли перебросить войска по неповрежденным железным дорогам. Риск разделения 1-й и 2-й армий снова удастся избежать; Фалькенхайн согласился и приказал 6-й армии собраться в Сен-Квентине. Атаки для окружения Вердена с юга и от Суассона до Реймса сковывают французские войска. 21 сентября Фалькенхайн встретился с Бюловом и согласился, что 6-я армия должна сосредоточиться вблизи Амьена, атаковать в направлении побережья Ла-Манша, а затем окружить французов к югу от Соммы в Schlachtentscheidung (решающее сражение). 21-й корпус, который двинулся из Люневиля 15 сентября, и 1-й баварский корпус, выступивший из Намюра, прибыли в течение 24 сентября, но были отвлечены против 2-й армии, как только они прибыли 24 сентября, с приказом расширить фронт на север от Шолен к Перонну, атаковать французский плацдарм и отбросить французов через Сомму.